# Apremont-la-Forêt
Apremont-la-Forêt és un municipi francès situat al departament del Mosa i a la regió del Gran Est. L'any 2007 tenia 400 habitants.

## Demografia

### Població
El 2007 la població de fet d'Apremont-la-Forêt era de 400 persones. Hi havia 144 famílies, de les quals 33 eren unipersonals (21 homes vivint sols i 12 dones vivint soles), 41 parelles sense fills, 58 parelles amb fills i 12 famílies monoparentals amb fills.
La població ha evolucionat segons el següent gràfic:
Habitants censats

### Habitatges
El 2007 hi havia 201 habitatges, 152 eren l'habitatge principal de la família, 43 eren segones residències i 7 estaven desocupats. 191 eren cases i 9 eren apartaments. Dels 152 habitatges principals, 130 estaven ocupats pels seus propietaris, 16 estaven llogats i ocupats pels llogaters i 5 estaven cedits a títol gratuït; 2 tenien dues cambres, 20 en tenien tres, 34 en tenien quatre i 96 en tenien cinc o més. 134 habitatges disposaven pel capbaix d'una plaça de pàrquing. A 70 habitatges hi havia un automòbil i a 65 n'hi havia dos o més.

### Piràmide de població
La piràmide de població per edats i sexe el 2009 era:
| Homes | Edats   | Dones |
| ----- | ------- | ----- |
| 0     | 95 o +  | 0     |
| 0     | 90 a 94 | 4     |
| 8     | 85 a 89 | 0     |
| 4     | 80 a 84 | 4     |
| 8     | 75 a 79 | 12    |
| 8     | 70 a 74 | 8     |
| 8     | 65 a 69 | 8     |
| 4     | 60 a 64 | 8     |
| 8     | 55 a 59 | 4     |
| 12    | 50 a 54 | 8     |
| 16    | 45 a 49 | 20    |
| 12    | 40 a 44 | 8     |
| 16    | 35 a 39 | 12    |
| 16    | 30 a 34 | 0     |
| 4     | 25 a 29 | 12    |
| 8     | 20 a 24 | 4     |
| 8     | 15 a 19 | 12    |
| 12    | 10 a 14 | 12    |
| 8     | 5 a 9   | 12    |
| 16    | 0 a 4   | 0     |

## Economia
El 2007 la població en edat de treballar era de 256 persones, 176 eren actives i 80 eren inactives. De les 176 persones actives 160 estaven ocupades (104 homes i 56 dones) i 16 estaven aturades (7 homes i 9 dones). De les 80 persones inactives 13 estaven jubilades, 27 estaven estudiant i 40 estaven classificades com a «altres inactius».

### Ingressos
El 2009 a Apremont-la-Forêt hi havia 155 unitats fiscals que integraven 399,5 persones, la mediana anual d'ingressos fiscals per persona era de 16.988 €.

### Activitats econòmiques
Dels 13 establiments que hi havia el 2007, 1 era d'una empresa extractiva, 2 d'empreses de fabricació d'altres productes industrials, 4 d'empreses de construcció, 2 d'empreses de comerç i reparació d'automòbils, 3 d'empreses de serveis i 1 d'una entitat de l'administració pública.
Els 3 serveis als particulars que hi havia el 2009 eren paletes.
L'any 2000 a Apremont-la-Forêt hi havia 19 explotacions agrícoles que ocupaven un total de 1.467 hectàrees.

## Equipaments sanitaris i escolars
El 2009 hi havia una escola elemental.

## Poblacions més properes
El següent diagrama mostra les poblacions més properes.